# Barbra Streisand (singel)
Barbra Streisand to singel amerykańsko-kanadyjskiego duetu Duck Sauce. Utwór został wydany 10 września 2010 roku. Napisany przez Armanda van Heldena, Alaina Macklovitcha, Franka Fariana, Freda Jaya, Heinza Hutha i Jürgena Hutha a wyprodukowany przez  Duck Sauce. Singel osiągnął 1. miejsce w Belgii, Holandii, Norwegii, Szkocji, Polsce i Szwajcarii, natomiast znalazł się w pierwszej dziesiątce w Australii, Austrii, Finlandii, Niemczech, Irlandii, Włoszech i Wielkiej Brytanii.

## Lista utworów
- UK Digital download

1. "Barbra Streisand" (UK Radio Edit) – 2:21
2. "Barbra Streisand" (Original Mix) – 5:00
3. "Barbra Streisand" (Afrojack Ducky Mix) – 5:09
4. "Barbra Streisand" (Afrojack Meat Mix) – 5:08
5. "You're Nasty" (Vocal Mix) – 5:00

- Australian Digital download

1. "Barbra Streisand" (Radio Edit) – 3:14
2. "Barbra Streisand" – 5:00